# این‌همانی
این‌همانی یا «اصل هو هویت» در فلسفه چنان‌که ابن سینا و برخی دیگر نامیده‌اند یعنی این اصل که هر چیزی خودش، خودش است. این همانی از جمله فطریات است و به گفته ابن سینا فطریات قضایایی هستند که اولاً تصور موضوع‌ و محمول برای تصدیق کفایت نمی‌کند و به برهان عقلی نیازمند است؛ و ثانیاً برهان عقلی به‌صورت خودکار همراه این سنخ قضایا وجود دارد. یعنی، به صرف تصور موضوع و محمول، برهان عقلی پدیدار می‌شود. ثالثاً به ابزار دیگر معرفتی مانند حواس‌ ظاهری یا حواس باطنی نیازی ندارد. یعنی وقتی چیزی هم به عنوان موضوع و هم محمول تصور شود («الف»، «الف» است.)، این برهان پدید می‌آید که اگر هر چیزی، خودش نباشد («الف»، «غیرالف» باشد)، اجتماع نقیضین‌ لازم می‌آید، که محال است.
این موضوع ربطی به هویت در علوم اجتماعی ندارد.